# Magdalena Łośko
Magdalena Łośko z domu Waszak (ur. 30 sierpnia 1984 w Inowrocławiu) – polska polityk i działaczka samorządowa, posłanka na Sejm IX i X kadencji.

## Życiorys
Córka Henryka i Aleksandry. Absolwentka pedagogiki na Uniwersytecie Kazimierza Wielkiego w Bydgoszczy (2008). W 2021 ukończyła studia podyplomowe z administracji i zarządzania w Szkole Głównej Handlowej w Warszawie. Działaczka Platformy Obywatelskiej, objęła funkcję przewodniczącej miejskich struktur partii. Od 2008 zajmowała stanowisko dyrektora biura poselskiego Krzysztofa Brejzy. W 2010 wybrana na radną miejską w Inowrocławiu, w 2014 i 2018 uzyskiwała reelekcję. Pełniła funkcję wiceprzewodniczącej Rady Miejskiej Inowrocławia. W 2019 została naczelnikiem wydziału kultury i promocji w Starostwie Powiatowym w Inowrocławiu.
W wyborach w tym samym roku z listy Koalicji Obywatelskiej została wybrana na posłankę IX kadencji, otrzymując 14 407 głosów w okręgu bydgoskim. W 2023 bez powodzenia ubiegała się o reelekcję, uzyskując 4864 głosy (co stanowiło pierwszy niemandatowy wynik na okręgowej liście KO). Mandat posłanki X kadencji objęła w styczniu 2024 (w miejsce Krzysztofa Brejzy, który objął funkcję eurodeputowanego).

## Wyniki w wyborach ogólnopolskich
| Wybory | Komitet wyborczy | Komitet wyborczy     | Organ            | Okręg | Wynik          |
| ------ | ---------------- | -------------------- | ---------------- | ----- | -------------- |
| 2019   |                  | Koalicja Obywatelska | Sejm IX kadencji | nr 4  | 14 407 (3,13%) |
| 2023   | Sejm X kadencji  | Koalicja Obywatelska | 4864 (0,91%)     | nr 4  |                |